# Patch Adams (film)
Patch Adams è un film tragicomico semi-biografico del 1998 diretto da Tom Shadyac con protagonisti Robin Williams, Monica Potter, Philip Seymour Hoffman e Bob Gunton. È basato sulla storia della vita di Hunter "Patch" Adams e sul libro Salute! Curare la sofferenza con l'allegria e con l'amore, di Adams e Maureen Mylander. Nonostante sia stato scarsamente accolto dalla critica e dallo stesso dottor Adams, il film è stato un successo al botteghino; incassando oltre il doppio del suo budget solo negli Stati Uniti.

## Trama
Hunter "Patch" Adams tenta di suicidarsi ma il tragico tentativo non gli riesce. Così sceglie di auto-internarsi in un istituto mentale. Una volta lì, scopre che usare l'umorismo piuttosto che la medico-centrata psicoterapia aiuta meglio i suoi colleghi pazienti e gli fornisce un nuovo scopo nella vita. Per questo motivo vuole diventare un medico e due anni dopo si iscrive all'Università della Virginia, risultando essere lo studente più anziano del primo anno. Egli mette in dubbio l'approccio senz'anima della scuola alle cure mediche, così come i metodi del Decano della scuola Walcott, che prende in antipatia Patch sin dal primo istante e crede che i medici debbano curare i pazienti come dice lui e non fare amicizia con loro. A causa di ciò e di incidenti come l'installazione di un gigantesco paio di gambe di cartapesta su delle staffe durante una conferenza ostetrica, viene espulso dalla scuola di medicina, anche se in seguito viene reintegrato quando alla scuola diventa evidente che i suoi metodi non convenzionali spesso aiutano a curare i suoi pazienti. Adams incoraggia gli studenti di medicina a lavorare a stretto contatto con le infermiere, successivamente, apprendendo tempestivamente le capacità di intervistare, e sostiene che la morte dovrebbe essere trattata con dignità e talvolta persino con umorismo.
Patch inizia un'amicizia con la sua collega studentessa Carin Fisher e sviluppa la sua idea per una clinica medica costruita attorno alla sua filosofia di trattare i pazienti usando umorismo e compassione. Con l'aiuto di Arthur Mendelson, un ricco uomo che fu uno dei pazienti che Patch incontrò mentre era nell’ospedale psichiatrico, acquista 105 acri (425.000 m²) nella Virginia Occidentale, per costruire il futuro Gesundheit! Institute. Insieme a Carin, lo studente di medicina Truman Schiff e alcuni vecchi amici, egli ricostruisce un vecchio cottage in una clinica. Quando fanno funzionare la clinica, curano i pazienti senza assicurazione medica ed eseguono degli sketch comici per loro.
L'amicizia di Patch con Carin si trasforma presto in una storia d'amore. Quando gli dice di essere stata molestata da bambina, Patch la conforta e la rassicura sul fatto che possa superare il suo dolore aiutando gli altri. Incoraggiata, Carin vuole aiutare un paziente disturbato, Lawrence "Larry" Silver. Tuttavia, Larry uccide Carin, poi si suicida. Patch è soffocato dai sensi di colpa per la morte di Carin e inizia a mettere in discussione la bontà dell'umanità. In piedi su una scogliera, contempla di nuovo il suicidio e chiede a Dio una spiegazione. Poi vede una farfalla che gli ricorda che Carin aveva sempre desiderato essere un bruco che potesse trasformarsi in una farfalla e volare via. La farfalla atterra sulla sua borsa da medico e sulla sua camicia prima di volare via. Con il suo spirito rianimato, Patch decide di dedicare il suo lavoro alla sua memoria.
Walcott alla fine scopre che Patch ha gestito una clinica e praticato la medicina senza una licenza e tenta di espellerlo di nuovo per questo motivo, oltre a lamentarsi di aver messo a disagio i suoi pazienti (il che ovviamente non è vero). Nel disperato tentativo di dimostrare che Walcott ha torto, Patch presenta un reclamo al consiglio medico statale su consiglio del suo ex compagno di stanza della facoltà di medicina, il conservatore Mitch Roman. Patch riesce a convincere il consiglio che deve trattare lo spirito oltre che al corpo. Il consiglio gli permette di laurearsi e riceve una standing ovation dalla sala udienza.
Alla laurea, Patch riceve il suo diploma e, inchinandosi ai professori e al pubblico, rivela il suo didietro nudo.

## Cast
- Robin Williams nel ruolo del Dott. Hunter "Patch" Adams, il protagonista della storia. Dopo aver tentato il suicidio, s'interna di sua spontanea volontà in un istituto mentale, ma grazie a due pazienti, nasce in lui il desiderio di cambiare il modo in cui i medici pensano e curano i loro pazienti e così s'iscrive alla facoltà di medicina, nonostante venga considerato un po' vecchio per frequentare l'università. Pur non studiando quasi mai, è il secondo studente migliore del suo corso.
- Monica Potter nel ruolo di Carin Fisher, una compagna di studi di Patch. All'inizio è ostile con lui a causa del suo atteggiamento poco serio nei confronti dello studio della medicina, ma poi si rende conto del suo valore e diventa sua amica, finendo per innamorarsi di lui, rivelandogli anche di essere stata molestata molte volte da bambina. Viene uccisa con un fucile da Larry Silver.
- Daniel London nel ruolo di Truman Schiff, il migliore amico di Patch alla scuola di medicina. A volte è un po' imbarazzato da alcuni esperimenti di Patch, ma lo sostiene sempre. Vuole diventare pediatra.
- Philip Seymour Hoffman nel ruolo di Mitch Roman, il compagno di stanza di Patch alla scuola di medicina. Viene da una famiglia di medici ed è uno studente modello, ma si sente messo in ridicolo da Patch che prende voti più alti di lui nonostante non studi quasi mai, fino a quando si rende conto che non basta sapere quello che si studia nei libri per essere un bravo dottore e si riappacifica con Patch.
- Bob Gunton nel ruolo del Decano Walcott, l'insegnante di Patch, Carin, Truman e Mitch alla facoltà di medicina. È un uomo duro e insensibile e fa di tutto per espellere Patch, che considera un buffone e inadatto al mestiere di medico.
- Irma P. Hall e Frances Lee McCain nei ruoli di Joletta e Judy, due infermiere che fanno amicizia con Patch e lo coprono sempre quando va in giro per l'ospedale a far divertire i pazienti o a raccogliere materiale per la sua clinica.
- Harold Gould nel ruolo di Arthur Mendelson, un noto matematico miliardario che Patch incontra nell'istituto mentale. Proprio grazie a lui, impara ad aprire la mente e decide di farsi chiamare da tutti Patch, soprannome che gli dà lui stesso, in suo onore. Arthur lo aiuterà anche ad aprire la sua piccola clinica in mezzo alla natura.
- Michael Jeter nel ruolo di Rudy, il compagno di stanza di Patch all'istituto mentale. Ha la fobia degli scoiattoli che vede soltanto lui, ma Patch lo aiuta a superarla, prendendo la decisione di studiare medicina. Rudy appare anche nell'ultima scena del film alla cerimonia di laurea di Patch, facendo presumere che sia completamente guarito e che sia tornato a vivere nella società.
- Peter Coyote nel ruolo di Bill Davis, un paziente dell'ospedale dove Patch va a sperimentare le sue teorie. All'inizio è ostile con tutti perché odia il fatto di essere prossimo alla morte, ma grazie a Patch riesce ad affrontarla con un po' di serenità e coraggio e, dopo aver detto addio a sua moglie e ai suoi due figli, muore davanti agli occhi del suo amico mentre lui gli canta una canzone.

## Riconoscimenti
- 1999 - Premio Oscar
  - Candidatura al Migliore colonna sonora a Marc Shaiman
- 1999 - Golden Globe
  - Candidatura al Miglior film commedia o musicale
  - Candidatura al Miglior attore in un film commedia o musicale a Robin Williams
- 1998 - Satellite Award
  - Candidatura al Miglior attore in un film commedia o musicale a Robin Williams
- 2000 - ASCAP Award
  - Top Box Office Films a Marc Shaiman
- 1999 - Teen Choice Awards
  - Candidatura al Miglior film commedia
- 1999 - Young Artist Award
  - Candidatura al Miglior film commedia per la famiglia
- 1999 - American Comedy Award
  - Candidatura all'Attore più divertente a Robin Williams

## Dettagli di produzione
- Il film è stato girato in 3 location diverse: Treasure Island, California (vicina a San Francisco), Asheville (Carolina del Nord) e l'Università della Carolina del Nord a Chapel Hill.
- Il vagone ristorante si trova a Point Richmond (un distretto di Richmond, in California): l'ha utilizzato anche Mel Gibson nel film Amore per sempre.
- Le scene del campus universitario sono state girate all'Università della California nella sede di Berkeley.
- Il produttore del film ha lavorato a stretto contatto con la fondazione Make-A-Wish, per cui tutti i bambini che compaiono nel film tranne due sono veramente ammalati di cancro.
- Il film presenta moltissime differenze con la storia vera di Adams (uno dei motivi per cui fu stroncato dalla critica e dallo stesso Adams). Ad esempio, il personaggio di Carin è immaginario, ma è analogo a un vero amico di Adams (in realtà un uomo) che è stato assassinato in circostanze simili. Un'altra differenza è l'allora 47enne Robin Williams che interpreta Adams mentre si iscrive alla scuola di medicina, mentre in realtà Adams iniziò l'università a 22 anni e la scuola di medicina a 26.

## Accoglienza
Nonostante il buon incasso al botteghino e la nomination agli Oscar, il film fu bocciato dalla maggioranza dei critici. Su Rotten Tomatoes il film detiene un indice di gradimento del 23% basato su 64 recensioni.
Roger Ebert ha dato al film il voto di 1,5 stelle su 4 dicendo: "Patch Adams mi ha fatto venire voglia di spruzzare lo schermo con del Lysol. Questo film è vergognoso. Non è un tentativo di strappalacrime, estrae le lacrime singolarmente con la liposuzione, senza anestetico".
Addirittura lo stesso Patch Adams ha criticato negativamente il film, affermando che semplifica molto il suo lavoro, che consiste in prassi molto più impegnative e complesse della semplice attività di clown. Inoltre, Adams ha detto: "Io lo odio quel film" e "Williams, per fare me, e anche in modo contestabile, ha guadagnato 21 milioni di dollari. Se fosse stato un po' più simile al vero me, quei soldi li avrebbe donati all'ospedale che tentiamo di costruire da 40 anni. Da lui non sono arrivati neanche 10 dollari".

## Musiche
La canzone che si sente durante i titoli di coda è Faith of the Heart, scritta da Diane Warren e cantata da Rod Stewart appositamente per il film.